# Ommatophora fulvastra
Ommatophora fulvastra là một loài bướm đêm trong họ Erebidae.